# Barna Imre
Barna Imre (Budapest, 1951. április 10. –) József Attila-díjas (2006) magyar műfordító, kritikus.

## Életpályája
Szülei: Barna György és Gellér Mária. A Toldy Ferenc Gimnáziumban érettségizett 1969-ben, majd egy év katonáskodás után 1970-től az ELTE Bölcsészettudományi Karán tanult tovább, ahol olasz–német szakon 1975-ben szerzett diplomát. 1976-ban az Európa Könyvkiadónál helyezkedett el; a szerkesztői évek után 1987-ben főszerkesztő lett, 1989–2006 között az újlatin csoport vezetője volt. 1995–1998 között a római Magyar Akadémia igazgatója volt. Megbízatása lejárta után visszatért az Európa Könyvkiadóhoz; 2006–2013 között a kiadó ügyvezető igazgatója volt. 1999–2004 között a Janus Pannonius Tudományegyetem bölcsészkarán olasz szakosoknak vezetett óraadóként műfordító-szemináriumokat. 2000-től a Mozgó Világ folyóirat munkatársa. 2008-tól a Magyar Könyvkiadók és Könyvterjesztők Egyesületének elnöke, majd (Gál Katalinnal együtt) 2012-től 2018-ig elnökhelyettese.
Az 1970-es évek óta publikál mint műfordító, később publicisztikákat (kritikák, esszék) is írt. Ő fordította magyarra Umberto Eco világhírű olasz író összes regényét.

## Magánélete
1984-ben házasságot kötött Molnár Andreával. Három gyermeke van: Mária (1985), Miklós (1987) és Margit (1990).

## Művei
- Bob Dylan. Regény; Zeneműkiadó, Bp., 1986 (Csillagkönyvek)
- A Napló, 1977–1982. Válogatás; vál., szerk. Barna Imre et al., jegyz. Kenedi János; Minerva, Bp., 1990
- Az átutazó és a bennszülött. Esszék, kritikák, publicisztikai írások; Pesti Szalon, Bp., 1994
- Bob Dylan. Dal, szöveg, póz; Európa, Bp., 2017
- Pont fordítva. Külföldieket beszéltetünk az anyanyelvünkön, és még ártatlan képet is vágunk hozzá; Európa, Bp., 2018
- Federigo Argentieri· Barna Imre· Massimo D’Alema: Beszélgetések Vásárhelyi Miklóssal; Magyar Könyvklub, Budapest, 2000
- Kérdezd meg tőle; Európa, Bp., 2021

## Műfordításai
- Umberto Eco: A rózsa neve (regény, 1988)
- Bob Dylan: Mit fúj a szél, Árkádia, Budapest, 1989, ISBN 9633071348
- R. M. Rilke: Válogatott prózai művek (1990)
- Umberto Eco: A Foucault-inga (regény, 1992)
- Umberto Eco: Bábeli beszélgetés (1994)
- Umberto Eco: A tegnap szigete (1998)
- Umberto Eco: Gyufalevelek (2001)
- Umberto Eco: Baudolino (2003)
- Umberto Eco: Loana királynő titokzatos tüze (2007)
- Umberto Eco: A prágai temető (2012)
- J. D. Salinger: Rozsban a fogó (2015) – a magyarul Zabhegyezőként ismert regény új fordítása
- Umberto Eco: Mutatványszám; ford. Barna Imre; Európa, Bp., 2016
- Umberto Eco: Pape Satan. Hírek egy folyékony társadalomból; ford. Barna Imre; Európa, Bp., 2018
- Umberto Eco: Óriások vállán. Milanesiana-előadások, 2001–2015; ford. Barna Imre, Sajó Tamás, bibliográfia Bogdanov Edit, Kisantal Tamás; Kossuth, Bp., 2019

## Díjai, kitüntetései
- Az Európa Könyvkiadó Nívódíja (1983, 1988)
- Wessely László-díj (1989)
- Az Év Könyve-díj (1989)
- Forintos-díj (1993)
- Az Olasz Köztársaság Érdemrendjének lovagkeresztje (2003)
- József Attila-díj (2006)
- Olasz nemzeti műfordítói díj (2007)